# 東満洲鉄道
- 東満洲鉄道
- 東滿洲鐵道
- 東満州鉄道

東満洲鉄道（ひがしまんしゅうてつどう）は、朝鮮咸鏡北道（現在の朝鮮民主主義人民共和国咸鏡北道）の南満洲鉄道北鮮線訓戎駅から満洲国間島省琿春県（現在の中華人民共和国吉林省延辺朝鮮族自治州琿春市）の磐石駅までと、途中から分岐して老龍口駅まで、また同じく分岐して東廟嶺駅までを結ぶ私鉄路線を運営していた鉄道事業者、およびその路線。
途中豆満江を渡り朝鮮・満洲国境を越える唯一の私鉄路線であったが、戦後はそれが裏目に出て路線が分断された結果、全廃された。

## 概要
南満洲鉄道北鮮線の訓戎駅手前のカーブから、北向きに飛び出すように分岐し、豆満江で国境を越えて満洲国に入ると、そこで東向きに方向を変えて豆満江に沿うようにして下り、主要駅である琿春に至る。そこから先、本線は駱駝河子・馬圏子と右折を繰り返しながら磐石に向かっていた。また老龍口へ向かう磐石支線は駱駝河子から、東廟嶺へ向かう廟嶺支線は馬圏子から北東方向に向けて伸びており、全体で見ると斜めに傾いた「H」のような形をした路線網となっていた。
これらの路線のうち訓戎 - 豆満江鉄橋中心までの1.2キロが朝鮮領内であったため、朝鮮総督府への出願により日本の法律である地方鉄道法で造られ、残りの満洲国内部分は満洲国の法律である私設鉄道法に基づいて造られた。

### 路線データ
- 営業区間：訓戎 - 駱駝河子 - 馬圏子 - 磐石・駱駝河子 - 老龍口・馬圏子 - 東廟嶺
- 路線距離（営業キロ）：73.1km（うち朝鮮側1.2km）
- 軌間：762mm→1435mm
- 駅数：14駅（諸説あり、起終点駅含む）
- 複線区間：なし（全線単線）
- 電化区間：なし

当鉄道については資料が少なく、駅数などに揺れが見られるが、ここでは営業キロ数は市原善積編『南満洲鉄道 鉄道の発展と機関車』、駅数は『今尾恵介・原武史監修『日本鉄道旅行地図帳 歴史編成 満洲樺太』を参考とした。

## 歴史

### 琿春鉄路時代
当鉄道の敷設理由については資料が残されていないため詳細不明であるが、路線自体が「南満洲鉄道北鮮線の培養線」と位置づけられており、東満洲の開拓と産業を振興することで地域に利益をもたらし、ひいては北鮮線や南満洲鉄道にも利益をもたらす路線として敷設されたことが分かっている。
事実、当鉄道の中心都市である琿春周辺は、清朝初期の1644年に入植を禁ずる封禁令が布かれて以来、1881年の解禁まで200年以上も荒野のまま手つかずであったことから、入植者にとってもこの地を手中に収めた満洲国や日本にとっても極めて魅力的であり、大きな期待が寄せられていた。また朝鮮側、北鮮線を経て雄羅線に入った終端部の羅津（現在の羅先直轄市）に南満洲鉄道が一大港湾を建設するなど、北鮮線やその関連路線自体も満洲の物流にとって重要な存在となりつつあったのである。
そのような状況に後押しされる形で、1932年8月に日本資本によって琿春を本社とする「琿春鉄路」が設立され、北鮮線の慶源駅から国境を越えて琿春を結ぶ軌間762mmの軽便鉄道が計画されるに至った。
後に起点は豆満江の橋梁の関係で慶源から訓戎に変わるが、それ以降がひどく難航した。朝鮮側の訓戎での用地買収がうまくいかなかったことと、小さな鉄道ではあったものの国境を越える国際路線であったため、朝鮮側の法律と満洲側の法律の間に板ばさみとなって乗り入れが出来ない状態になってしまったのである。
このため会社側では、やむなく満洲側から路線を開通させることとし、豆満江川岸の用湾子を暫定起点として路線を建設、1935年7月10日に用湾子 - 琿春間を開業させた。やがて朝鮮側の用地問題が解決したため、同年11月1日には訓戎 - 用湾子間が開業、ようやく当初の計画路線が開通することになった。ただし北鮮線との間での旅客・貨物の連帯運輸はこの時点では行われず、翌1936年2月になってようやく開始された。

### 東満洲鉄道時代
このように小さな鉄道路線ではあったが、沿線に炭鉱を抱えるなど資源に恵まれたこともあり、琿春鉄路は大きな活況を呈し、路線の存在意義でもある北鮮線の培養線として予想以上のはたらきをすることになった。
そこに転機が訪れたのは、1938年のことであった。当時、中国大陸は日中戦争のまっただ中であった。これに日本とともに参戦していた満洲国は国内での戦闘こそなかったものの、仮想敵国であるソビエト連邦と国境を接しており、その動向に敏感となっていた。琿春周辺はそのソビエト連邦のみならず、さらに朝鮮とも国境を接する部分にあったため、そこを通っている琿春鉄路がますます重要な存在となって来たのである。
そこで琿春鉄路の経営陣は、1938年3月に東京において「東満洲産業」という投資会社を設立。その上で同年6月15日に琿春鉄路を買収して東満洲産業の完全子会社とし、改めて同じ場所に「東満洲鉄道」という株式会社を設立することになった。これにより12万満洲国圓だった資本金は1000万満洲国圓に大幅増資され、株数も6000株から10万株に一気に増えた。
買収後、会社が急務としたのは、狭軌の軽便鉄道であった当線を南満洲鉄道や満洲国鉄並の規格に改修することであった。このため当線は1939年11月に軌間762mmから2倍近い広さの1435mmへ一気に改軌されることになり、豆満江に架かっていた橋梁も広さが足りないために架け替えられることになった。またこの改軌により満洲国鉄から機関車が貸し出されるなど、それまでのひなびた軽便鉄道の雰囲気は一気に払拭されることになる。
さらに会社は路線の延長も計画した。計画は全部で約92キロにもわたる壮大なもので、まず手始めに1940年10月に本線と磐石支線の一部に当たる琿春 - 駱駝河子 - 哈達門間が、同年11月に本線の一部と廟嶺支線に当たる駱駝河子 - 馬圏子 - 東廟嶺間が開業した。さらに建設は矢継ぎ早に進み、翌1941年11月には本線・馬圏子 - 磐石間と磐石支線・哈達門 - 乾溝子間、1942年10月には磐石支線・乾溝子 - 老龍口間が開業した。延長計画そのものはさらに大きなものであったが、結局実現することはなく、この状態で終戦を迎える。

### 戦後
当鉄道の終戦前後、また終戦後については「廃止された」ということ以外にその足取りが全く不明の状態である。しかし1945年8月9日にソビエト連邦軍が日本に宣戦布告し、満洲および朝鮮に侵攻した際、当鉄道がまたいでいる豆満江を越えて侵攻していることから、この時点で当線にも大きな打撃があったと考えられる。
廃止の時期も同様に不明であるが、1946年5月にソビエト連邦軍は軍政を布いていた満洲・北朝鮮のうち満洲の軍政を解除、中華民国側へ引き渡している。これにより朝鮮と満洲の間には厳然とした国境が引かれ、同時に当鉄道の路線は寸断されることになった。さらにその後中国国内がいわゆる国共内戦の状態となっているため、どこかの時点で運行停止状態となったまま、再開もならずに自然消滅の形で消えていったものと考えられている。いずれにせよ、10年余りの短い稼働期間であった。

### 年表
- 1932年（大同元年）8月 - 「琿春鉄路」設立。
- 1935年（康徳2年）7月10日 - 用湾子 - 琿春間開業。
- 1935年（康徳2年）11月1日 - 訓戎 - 用湾子間開業。
- 1936年（康徳3年）2月 - 南満洲鉄道北鮮線との旅客・貨物連帯運輸開始。
- 1938年（康徳5年）3月 - 東京において経営陣が投資会社「東満洲産業」を設立。
- 1938年（康徳5年）6月15日 - 東満洲産業により買収、「東満洲鉄道」設立。
- 1939年（康徳6年）11月 - 762mmから1435mmへ改軌。
- 1940年（康徳7年）10月 - 本線・磐石支線琿春 - 駱駝河子 - 哈達門間開業。
- 1940年（康徳7年）11月 - 本線・廟嶺支線駱駝河子 - 馬圏子 - 東廟嶺間開業。
- 1941年（康徳8年）11月 - 本線・馬圏子 - 磐石間、磐石支線・哈達門 - 乾溝子間開業。
- 1942年（康徳9年）10月 - 磐石支線・乾溝子 - 老龍口間開業。
- 1945年（康徳12年）8月9日 - ソビエト連邦軍、豆満江を越えて満洲・朝鮮へ侵攻を開始。のち軍政開始。
- 1946年5月 - 満洲の軍政解除、中華民国側に引き渡されて朝鮮・満洲の国境確定。このころまでに自然消滅か。

## 駅一覧
本線
訓戎駅 - 用湾子駅 - 水湾駅 - 英安駅 - 西砲台駅 - 琿春駅 - 駱駝河子駅 - 馬圏子駅 - 大平駅 - 磐石駅
磐石支線
駱駝河子駅 - 哈達門駅 - 乾溝子駅 - 老龍口駅
廟嶺支線
馬圏子駅 - 東廟嶺駅
当鉄道の駅名については資料が極めて少なく、路線についても資料により食い違いが生じているほか、正確な読みが分からない駅名も多い。
なお、英安・琿春には炭鉱が存在し、英安には2本、琿春には1本の専用線が敷かれていた。

## 接続路線
- 訓戎駅：南満洲鉄道北鮮線

## ダイヤ・運賃

### 本線
琿春鉄路時代末期の1938年2月には二等車と三等車を連結した客車列車と、三等のみの気動車が交互に5往復運転されている。所要時間は客車列車が約1時間、気動車が42分であった。始発は訓戎発が10時55分・琿春発が8時22分、終発は訓戎発が20時02分・琿春発が18時と、運行時間帯は短かった。
東満洲鉄道となった後の1940年8月は三等のみと二等車・三等車併結の混合列車が交互に5往復運転されている。所要時間はいずれも30分内外と、狭軌時代よりも大幅にスピードアップしている。始発は訓戎発が10時29分・琿春発が8時44分、終発は訓戎発が20時10分・琿春発が18時55分と、運行時間帯が短いのは同じである。またこちらでは運賃も判明しており、満洲国の通貨である満洲国圓建てで訓戎-琿春間が三等4角1分・二等7角3分であった。
また本線が磐石まで全通した後の1942年6月になると、二等車・三等車併結の混合列車での運転という面は変わらないものの、訓戎 - 磐石を通しで運転する列車は上り1本のみで、他は琿春で同駅始発の列車へ乗り換えるダイヤとなっている。訓戎 - 琿春間は5往復あるが、それに対して琿春 - 磐石間は2往復であった。訓戎 - 琿春間では始発は訓戎発が8時12分・琿春発が6時48分、終発は訓戎発が22時10分・琿春発が20時48分と、運行時間帯が大幅に長くなっており、所要時間も30分を切るようになっている。琿春 - 磐石間は琿春発が9時33分・16時59分、磐石発が11時55分・19時26分で、所要時間は約50分、終点での停泊時間は1時間半以上というのどかな区間であった。この時の運賃は訓戎 - 琿春間が三等5角5分・二等1元5分、訓戎 - 磐石間が三等1元6角・二等2元3角であった。

### 磐石支線
途中の乾溝子まで開通した後の1942年6月のダイヤでは、二等車・三等車併結の混合列車で2往復運転されており、本線とは逆に上りの1本を除き訓戎まで直通運転が行われていた。訓戎発が8時12分・13時37分、乾溝子発が10時27分・15時41分で、所要時間は訓戎から1時間30分余り、琿春からは47分であった。運賃は訓戎 - 乾溝子間が三等1元6角・二等3元であった。

### 廟嶺支線
全通後の1942年6月には、二等車・三等車併結の混合列車で2往復運転されており、全て琿春で乗り換えるダイヤになっていた。琿春発9時16分・16時40分、東廟嶺発が11時35分・19時04分で、所要時間は54分であった。運賃は訓戎 - 東廟嶺間が三等1元5角5分・二等2元6角5分であった。

## 車両
当鉄道の車両については、狭軌時代・標準軌時代を通してほとんど資料がないことから詳細不明であるが、ごくわずかな写真や記録から以下のようなことが分かっている。

### 狭軌時代
既述の通り、琿春鉄路の頃と東満洲鉄道となった初期の頃がこれに当たる。しかしこの頃の車輛に関する資料は皆無であり、詳細はほとんど不明である。ただし当時の機関車を写した写真が残されており、それによると10トン程度のC形サイドボトムタンク機関車であった。この形態は軽便鉄道の蒸気機関車としてよく見られたコッペル製の小型機関車のものか、それを模倣したものである。路線規模から数両存在した可能性があるが、不明である。

### 標準軌時代
標準軌に改軌されて以降の車両も不明な点が多いが、以下のものが南満洲鉄道から貸与されていたことだけがわずかに分かっている。
- ダブコ形 (501 - 505)
1927年、ボールドウィン製のタンク機関車。元は瀋海鉄路が 101 - 105 として使用していたものを、満洲国有鉄道として接収した後にダブニ5440 - 5444と改称し、さらに称号改正でダブコ501 - 505としたものである。なお貸与両数は、戦後の南満洲鉄道の資料からの推定である。

## 廃止後の現状
航空写真による確認によると、現在起点の訓戎駅から豆満江までは築堤も崩され痕跡が残されていないが、豆満江手前から築堤が出現し、かつての橋梁の橋脚が河の中にずらりと並んで残されている。
中国側は築堤がくっきりと残されており、途中近年開業した図琿線の路盤に流用されている。その他の部分も琿春市街手前まで未舗装の道となっている。